# ロバート・ゴードン (ラグビー選手)
ロバート・ゴードン（Robert Gordon、1965年8月7日 - ）は、ニュージーランドの元ラグビー選手。

## プロフィール
- ニュージーランド、テ・アワムツ出身[1]。
- 現役時代のポジションはフランカー(FL)。
- ニュージーランド代表に選ばれたことがある[2]。
- 日本代表通算キャップ数は17でラグビーワールドカップ1999の日本代表に選ばれた[3]。

## 略歴
オタゴ、ワイカト、USコロミエを経て、1995年、東芝府中(現・東芝ブレイブルーパス東京)に加入。